# Eleições europeias de 2019 em Oeiras

## Resultados Oficiais
| Partido                 | Partido                        | Votos   | %               | +/-  |
| ----------------------- | ------------------------------ | ------- | --------------- | ---- |
|                         | Partido Socialista             | 19 693  | 29,53 / 100,00  | 2,15 |
|                         | Partido Social Democrata       | 11 973  | 17,95 / 100,00  | -    |
|                         | Bloco de Esquerda              | 7 229   | 10,84 / 100,00  | 5,03 |
|                         | CDS – Partido Popular          | 5 745   | 8,62 / 100,00   | -    |
|                         | Pessoas–Animais–Natureza       | 5 258   | 7,88 / 100,00   | 5,08 |
|                         | Coligação Democrática Unitária | 4 364   | 6,54 / 100,00   | 6,91 |
|                         | Aliança                        | 2 371   | 3,56 / 100,00   | Novo |
|                         | LIVRE                          | 2 248   | 3,37 / 100,00   | 0,94 |
|                         | Iniciativa Liberal             | 1 163   | 1,74 / 100,00   | Novo |
|                         | Basta!                         | 1 162   | 1,74 / 100,00   | 0,58 |
|                         | Nós, Cidadãos!                 | 905     | 1,36 / 100,00   | Novo |
|                         | Outros (com menos de 1,00%)    | 1 272   | 1,90 / 100,00   |      |
| Votos Inválidos         | Votos Inválidos                | 3 301   | 4,95 / 100,00   | 2,38 |
| Total                   | Total                          | 66 684  | 100,00 / 100,00 |      |
| Eleitorado/Participação | Eleitorado/Participação        | 146 663 | 45,47 / 100,00  | 4,28 |

## Resultados por Freguesia
Os resultados seguintes referem-se aos partidos que obtiveram mais de 1,00% dos votos:
| Freguesia                                            | %     | %     | %     | %     | %    | %    | %    | %    | %    | %    | %    | Votantes |
| Freguesia                                            | PS    | PSD   | BE    | CDS   | PAN  | CDU  | A    | L    | IL   | B!   | NC!  | Votantes |
| ---------------------------------------------------- | ----- | ----- | ----- | ----- | ---- | ---- | ---- | ---- | ---- | ---- | ---- | -------- |
| Algés, Linda-a-Velha e Cruz Quebrada - Dafundo       | 28,64 | 18,85 | 10,75 | 9,46  | 7,03 | 6,83 | 4,10 | 3,61 | 1,76 | 1,63 | 1,34 | 19 311   |
| Barcarena                                            | 31,91 | 15,24 | 10,34 | 7,01  | 8,95 | 8,16 | 3,15 | 2,28 | 1,22 | 2,71 | 1,36 | 5 309    |
| Carnaxide e Queijas                                  | 30,32 | 17,46 | 10,45 | 7,01  | 9,45 | 6,58 | 3,08 | 3,17 | 1,65 | 1,87 | 1,44 | 14 144   |
| Oeiras e São Julião da Barra, Paço de Arcos e Caxias | 27,72 | 19,19 | 11,27 | 10,11 | 7,47 | 5,62 | 3,64 | 3,72 | 2,03 | 1,41 | 1,32 | 22 952   |
| Porto Salvo                                          | 36,59 | 13,06 | 10,99 | 4,73  | 7,53 | 7,89 | 2,88 | 2,60 | 1,19 | 2,29 | 1,33 | 4 968    |
| Oeiras                                               | 29,53 | 17,95 | 10,84 | 8,62  | 7,88 | 6,54 | 3,56 | 3,37 | 1,74 | 1,74 | 1,36 | 66 684   |

#### Algés, Linda-a-Velha e Cruz Quebrada - Dafundo
| Partido                 | Partido                        | Votos  | %               | +/-  |
| ----------------------- | ------------------------------ | ------ | --------------- | ---- |
|                         | Partido Socialista             | 5 530  | 28,64 / 100,00  | 0,46 |
|                         | Partido Social Democrata       | 3 641  | 18,85 / 100,00  | -    |
|                         | Bloco de Esquerda              | 2 075  | 10,75 / 100,00  | 5,52 |
|                         | CDS – Partido Popular          | 1 826  | 9,46 / 100,00   | -    |
|                         | Pessoas–Animais–Natureza       | 1 358  | 7,03 / 100,00   | 4,57 |
|                         | Coligação Democrática Unitária | 1 319  | 6,83 / 100,00   | 6,15 |
|                         | Aliança                        | 791    | 4,10 / 100,00   | Novo |
|                         | LIVRE                          | 697    | 3,61 / 100,00   | 0,72 |
|                         | Iniciativa Liberal             | 340    | 1,76 / 100,00   | Novo |
|                         | Basta!                         | 315    | 1,63 / 100,00   | 0,49 |
|                         | Nós, Cidadãos!                 | 259    | 1,34 / 100,00   | Novo |
|                         | Outros (com menos de 1,00%)    | 275    | 1,42 / 100,00   |      |
| Votos Inválidos         | Votos Inválidos                | 885    | 4,58 / 100,00   | 2,21 |
| Total                   | Total                          | 19 311 | 100,00 / 100,00 |      |
| Eleitorado/Participação | Eleitorado/Participação        | 41 316 | 46,74 / 100,00  | 4,08 |

#### Barcarena
| Partido                 | Partido                        | Votos  | %               | +/-  |
| ----------------------- | ------------------------------ | ------ | --------------- | ---- |
|                         | Partido Socialista             | 1 694  | 31,91 / 100,00  | 4,14 |
|                         | Partido Social Democrata       | 809    | 15,24 / 100,00  | -    |
|                         | Bloco de Esquerda              | 549    | 10,34 / 100,00  | 3,80 |
|                         | Pessoas–Animais–Natureza       | 475    | 8,95 / 100,00   | 5,79 |
|                         | Coligação Democrática Unitária | 433    | 8,16 / 100,00   | 7,76 |
|                         | CDS – Partido Popular          | 372    | 7,01 / 100,00   | -    |
|                         | Aliança                        | 167    | 3,15 / 100,00   | Novo |
|                         | Basta!                         | 144    | 2,71 / 100,00   | 1,56 |
|                         | LIVRE                          | 121    | 2,28 / 100,00   | 1,49 |
|                         | Nós, Cidadãos!                 | 72     | 1,36 / 100,00   | Novo |
|                         | Iniciativa Liberal             | 65     | 1,22 / 100,00   | Novo |
|                         | Outros (com menos de 1,00%)    | 110    | 2,07 / 100,00   |      |
| Votos Inválidos         | Votos Inválidos                | 298    | 5,61 / 100,00   | 2,28 |
| Total                   | Total                          | 5 309  | 100,00 / 100,00 |      |
| Eleitorado/Participação | Eleitorado/Participação        | 11 908 | 44,58 / 100,00  | 2,97 |

#### Carnaxide e Queijas
| Partido                 | Partido                        | Votos  | %               | +/-  |
| ----------------------- | ------------------------------ | ------ | --------------- | ---- |
|                         | Partido Socialista             | 4 288  | 30,32 / 100,00  | 2,15 |
|                         | Partido Social Democrata       | 2 469  | 17,46 / 100,00  | -    |
|                         | Bloco de Esquerda              | 1 473  | 10,41 / 100,00  | 4,94 |
|                         | Pessoas–Animais–Natureza       | 1 336  | 9,45 / 100,00   | 6,82 |
|                         | CDS – Partido Popular          | 992    | 7,01 / 100,00   | -    |
|                         | Coligação Democrática Unitária | 930    | 6,58 / 100,00   | 8,23 |
|                         | LIVRE                          | 448    | 3,17 / 100,00   | 1,19 |
|                         | Aliança                        | 435    | 3,08 / 100,00   | Novo |
|                         | Basta!                         | 265    | 1,87 / 100,00   | 1,07 |
|                         | Iniciativa Liberal             | 234    | 1,65 / 100,00   | Novo |
|                         | Nós, Cidadãos!                 | 204    | 1,44 / 100,00   | Novo |
|                         | Outros (com menos de 1,00%)    | 305    | 2,16 / 100,00   |      |
| Votos Inválidos         | Votos Inválidos                | 765    | 5,41 / 100,00   | 2,65 |
| Total                   | Total                          | 14 144 | 100,00 / 100,00 |      |
| Eleitorado/Participação | Eleitorado/Participação        | 30 277 | 46,72 / 100,00  | 5,27 |

#### Oeiras e São Julião da Barra, Paço de Arcos e Caxias
| Partido                 | Partido                        | Votos  | %               | +/-     |
| ----------------------- | ------------------------------ | ------ | --------------- | ------- |
|                         | Partido Socialista             | 6 363  | 27,72 / 100,00  | 3,10    |
|                         | Partido Social Democrata       | 4 405  | 19,19 / 100,00  | -       |
|                         | Bloco de Esquerda              | 2 586  | 11,27 / 100,00  | 5,17    |
|                         | CDS – Partido Popular          | 2 320  | 10,11 / 100,00  | -       |
|                         | Pessoas–Animais–Natureza       | 1 715  | 7,47 / 100,00   | 4,33    |
|                         | Coligação Democrática Unitária | 1 290  | 5,62 / 100,00   | 6,47    |
|                         | LIVRE                          | 853    | 3,72 / 100,00   | 0,90    |
|                         | Aliança                        | 835    | 3,64 / 100,00   | Novo    |
|                         | Iniciativa Liberal             | 465    | 2,03 / 100,00   | Novo    |
|                         | Basta!                         | 324    | 1,41 / 100,00   | Estável |
|                         | Nós, Cidadãos!                 | 304    | 1,32 / 100,00   | Novo    |
|                         | Outros (com menos de 1,00%)    | 450    | 1,97 / 100,00   |         |
| Votos Inválidos         | Votos Inválidos                | 1 042  | 4,54 / 100,00   | 2,67    |
| Total                   | Total                          | 22 952 | 100,00 / 100,00 |         |
| Eleitorado/Participação | Eleitorado/Participação        | 50 789 | 45,19 / 100,00  | 4,59    |

#### Porto Salvo
| Partido                 | Partido                        | Votos  | %               | +/-  |
| ----------------------- | ------------------------------ | ------ | --------------- | ---- |
|                         | Partido Socialista             | 1 818  | 36,59 / 100,00  | 2,16 |
|                         | Partido Social Democrata       | 649    | 13,06 / 100,00  | -    |
|                         | Bloco de Esquerda              | 546    | 10,99 / 100,00  | 4,14 |
|                         | Coligação Democrática Unitária | 392    | 7,89 / 100,00   | 7,45 |
|                         | Pessoas–Animais–Natureza       | 374    | 7,53 / 100,00   | 4,80 |
|                         | CDS – Partido Popular          | 235    | 4,73 / 100,00   | -    |
|                         | Aliança                        | 143    | 2,88 / 100,00   | Novo |
|                         | LIVRE                          | 129    | 2,60 / 100,00   | 0,60 |
|                         | Basta!                         | 114    | 2,29 / 100,00   | 1,27 |
|                         | Nós, Cidadãos!                 | 66     | 1,33 / 100,00   | Novo |
|                         | Iniciativa Liberal             | 59     | 1,19 / 100,00   | Novo |
|                         | Outros (com menos de 1,00%)    | 132    | 2,66 / 100,00   |      |
| Votos Inválidos         | Votos Inválidos                | 311    | 6,26 / 100,00   | 1,23 |
| Total                   | Total                          | 4 968  | 100,00 / 100,00 |      |
| Eleitorado/Participação | Eleitorado/Participação        | 12 373 | 40,15 / 100,00  | 2,60 |